# 승소 스트립
《승소 스트립》(勝訴ストリップ 쇼소 스트립[*])은 시이나 링고의 두 번째 앨범으로, 2000년 3월 31일에 도시바 EMI에서 발매되었다. 2,316,000장 이상 판매되었다.

## 트랙 리스트
모든 노래는 시이나 링고가 작사, 작곡했으며, 시이나 링고와 카메다 세이지가 편곡했다.
1. 虚言症 (허언증) – 05:26
2. 浴室 (욕실) – 04:15
3. 弁解ドビュッシー (변명 드뷔시) – 03:16
4. ギブス (깁스) – 05:38
5. 闇に降る雨 (어둠에 내리는 비) – 05:03
6. アイデンティティ (아이덴티티) – 03:05
7. 罪と罰 (죄와 벌) – 05:32
8. ストイシズム (스토이시즘) – 01:16
9. 月に負け犬 (달에 패배한 개) – 04:14
10. サカナ (생선) – 03:43
11. 病床パブリック (병상 퍼블릭) – 03:16
12. 本能 (본능) – 04:14
13. 依存症 (의존증) – 06:23

| 오리콘 주간 앨범차트 1위 2000년 4월 10일 ~ 2000년 4월 24일자 (3주 연속) |                           |                                         |
| 이전                                                                    | 시나 링고 《쇼소 스트립》 | 다음                                    |
| JUDY AND MARY 《FRESH》                                                 | 시나 링고 《쇼소 스트립》 | MISIA 《MISIA REMIX 2000-LITTLE TOKYO》 |
|                                                                         |                           |                                         |
|                                                                         |                           |                                         |